# 園部蔀
園部 蔀（そのべ しとみ、1888年（明治21年）2月7日 - 1977年（昭和52年）5月7日）は、参謀本部陸地測量部の測量官を務めた陸軍技師、内務官僚。

## 経歴
福島県田村郡三春町出身。15歳で上京し、陸地測量部に修技生として入所。1915年（大正4年）8月13日陸地測量手（判任官）に任官し、1926年（大正15年）4月6日陸地測量師（高等官八等）に任官。1932年（昭和7年）12月20日高等官六等に、1942年（昭和17年）4月30日高等官四等に陞進。
終戦を受け陸地測量部解体後、1945年（昭和20年）12月27日内務技師（高等官三等）として地理調査所勤務を命ぜられ、1951年（昭和26年）1月に日本測量協会の設立に関与し、理事長（後の副会長）に就任。1974年（昭和49年）6月には一般社団法人日本地図調製技術協会の前身である日本地図調製業協会の設立に関与した。この時期、小説「劒岳 点の記」の執筆に当たり、著者の新田次郎が小説の主人公である柴崎芳太郎と直接面識したことのある園部を訪ねて剱岳登頂時の測量の話を聞き、「園部氏に会えなかったらこの小説は出来なかったであろう。運命的な出会いを感じた」と語ったエピソードがある。
1977年（昭和52年）5月7日に死去し、没後正五位に叙せられた。

## 栄典
- 1926年（大正15年）5月1日 - 正八位[6]
- 1928年（昭和3年）7月16日 - 従七位[7]
- 1932年（昭和7年）12月28日 - 正七位[8]
- 1934年（昭和9年）
  - 3月1日 - 満州帝国：大満洲国建国功労章[9]
  - 4月5日 - 勲六等瑞宝章[10]
  - 4月29日 - 勲五等瑞宝章・昭和六年乃至九年事変従軍記章[11]
- 1937年（昭和12年）12月1日 - 従六位[12]
- 1940年（昭和15年）
  - 2月16日 - 勲四等瑞宝章[13]
  - 11月10日 - 紀元二千六百年祝典記念章[14]
- 1942年（昭和17年）6月1日 - 正六位[15]
- 1965年（昭和40年）11月3日 - 勲三等瑞宝章[16]
- 1977年（昭和52年）5月7日 - 正五位[17]

## 著作
- 大前憲三郎、熱海景良、鈴木猶吉、園部蔀『陸地測量学』岩波書店、東京、1940年。